# Phall-O-Mètre
Le Phall-O-Mètre est une mesure satirique qui critique les normes médicales pour les organes sexuels (pénis ou clitoris) normaux des hommes et des femmes,,. L'outil a été développé par Kiira Triea, sur une proposition de Suzanne Kessler, et il est utilisé pour démontrer les préoccupations concernant le traitement médical des corps des personnes intersexes.

## Histoire
Le Phall-O-mètre, basé sur un concept de la professeure de psychologie Suzanne Kessler, a été développé par Kiira Triea,. Kessler a résumé la gamme médicalement acceptable de la taille du pénis et du clitoris, dans le livre des Lessons from the Intersexed. Kessler établit que les tables normatives pour la longueur du clitoris sont apparues à la fin des années 1980, alors que les tables normatives pour la longueur du pénis sont apparues plus de quarante ans avant. Elle a combiné ces tables standards pour démontrer « une zone intermédiaire de longueur phallique que ni les femmes ni les hommes ne sont autorisés à avoir », c'est-à-dire un clitoris de plus de 9 mm ou un pénis plus petit que 25 mm.
Le mètre a été imprimé par la défunte Intersex Society of North America (en), comme un moyen de démontrer les préoccupations du traitement médical des corps des personnes intersexes,,,.
Anne Fausto-Sterling a décrit la façon dont les membres du mouvement des droits des personnes intersexes ont développé un phall-o-mètre, dans son livre Sexing the Body, en 2000. Fausto-Sterling a noté que, malgré l'existence de tables normatives, les pratiques des cliniciens sont plus subjectives : « les médecins peuvent utiliser uniquement leurs impressions personnelles pour décider » selon la taille d'un clitoris. De même, dans un document présenté à l'American Sociological Association en 2003, Sharon Preves cite Melissa Hendricks, en écrivant dans le Johns Hopkins Magazine, en novembre 1993, sur les normes cliniques subjectives et leur relation avec la prise en charge chirurgicale.
Des copies du Phall-O-Mètre sont maintenant détenues par la Wellcome Library à Londres, et la Smithsonian Institution.

## Concepts liés
Tandis que l'échelle utilisée par l'Intersex Society of North America (en) était un outil satirique pour le militantisme, de nombreuses échelles cliniques et systèmes de mesure existent pour définir des organes génitaux normaux, ou « anormaux », notamment l'orchidomètre, la classification de Prader et l'échelle Quigley.